# Johann Andreas Rothe
Johann Andreas Rothe, född 12 maj 1688, död 6 juli 1758, en var tysk luthersk kyrkoherde i Timmendorf och psalmdiktare som andra halvan av sitt liv samarbetade med Brödraförsamlingen i Herrnhut. 
Han finns representerad i danska Psalmebog for Kirke og Hjem, med den av Hans Adolph Brorson år 1735 till danska översatta Nu har jeg fundet det, jeg grunder samt i flera svenska psalmböcker, bland andra Den svenska psalmboken 1986 med psalmen, översatt 1889 till svenska av Carl David af Wirsén, med ett verk, (nr 245).

## Psalmer
- Jag nu den säkra grunden vunnit (Svenska Missionsförbundets sångbok 1894 nr 232 och 1986 nr 245) skriven 1722 och bearbetad 1727, översatt till svenska 1889.